# Luis Gianella
Luis Gianella fue partícipe de la creación del Club San Lorenzo de Almagro y uno de sus principales jugadores desde su época inicial hasta su época en la primera categoría del Fútbol argentino en su etapa amateur.

## Biografía
Su infancia y juventud se desarrolló en el barrio de Almagro, más precisamente en la calle México de la Ciudad de Buenos Aires.
En sus años jóvenes trabajaba en una herrería artística ubicada en Avenida La Plata y Rosario, y pertenecía al grupo de niños de entre 12 y 15 años que bajo el liderazgo de Federico Monti se juntaban a jugar en la calle México. Este grupo se denominaba Forzosos de almagro.
Durante uno de los partidos que realizaban es cuando se encuentran con el sacerdote Lorenzo Massa que observa como un tranvía casi atropella a unos de esos niños jugadores.
El sacerdote Lorenzo Massa los invita a jugar a un terreno que poseía vecinos a su Oratorio. Este sería uno de los momentos preliminares de la fundación del Club San Lorenzo de Almagro.
Fue partícipe de la asamblea que el nombre definitivo como Club Atlético San Lorenzo de Almagro. Fue vocal del nuevo club y, junto con otros pioneros, convenció a los vecinos para que aporten el dinero necesario para comprar el primer sello, que los diarios les pedían como requisito para publicar sus desafíos.
Como jugador se desarrolló dentro de los forzosos de almagro, y dentro del posteriormente fundado San Lorenzo de Almagro entre los años 1908 hasta 1912 y desde 1914 hasta su retiro en el año 1923.
Durante 1912 y 1914 no jugó en San Lorenzo de Almagro debido a que el club por problemas financieros se desvinculó de las competiciones y se desarmó su estructura, tras ser cerrada su cancha por la municipalidad. En esos años jugó en Vélez Sarsfield, estando muy cerca de lograr el ascenso a la máxima categoría en dos ocasiones. Esos fracasos posibilitarían una nueva chance para la vieja iniciativa.
En el año 1914 se refunda San Lorenzo de Almagro y él es un de los principales actores de esta vuelta que se corona con el ascenso a la máxima categoría ganando el ascenso al club Honor y Patria de Bernal, el 1 de enero de 1915 en la cancha de club Ferro Carril Oeste, por 3 a 0.
Fue partícipe de partidos imborrables como el primer clásico con Club Atlético Huracán, ganando 2-0 en cancha del Club Ferro Carril Oeste y el primer partido en la cancha de San Lorenzo ( el Viejo Gasómetro) contra Estudiantes de la Plata, ganando 2 a 1.

## Clubes
| Club                          | País      | Año       |
| ----------------------------- | --------- | --------- |
| Forzosos de Almagro           | Argentina | 1907      |
| San Lorenzo de Almagro        | Argentina | 1908-1912 |
| Club Atlético Vélez Sársfield | Argentina | 1912-1913 |
| San Lorenzo de Almagro        | Argentina | 1914-1923 |

## Títulos

### Campeonatos nacionales
| Título                                                      | Club                   | País      | Año  |
| ----------------------------------------------------------- | ---------------------- | --------- | ---- |
| Ascenso a Primera División del Campeonato Argentino Amateur | San Lorenzo de Almagro | Argentina | 1915 |